# Enipo kinbergi
Enipo kinbergi är en ringmaskart som beskrevs av Anders Johan Malmgren 1866. Enipo kinbergi ingår i släktet Enipo och familjen Polynoidae. Arten är reproducerande i Sverige. Inga underarter finns listade i Catalogue of Life.